# Carmen Sandiego
Carmen Sandiego es una serie de videojuegos educativos, creada como una aventura gráfica por la compañía estadounidense Broderbund Software. Desde su lanzamiento en 1985 se han publicado más de 20 videojuegos y numerosos productos relacionados con la saga, entre ellos dos concursos de televisión, dos series de animación, juegos de mesa, historietas y libros de ficción. Está orientada a estudiantes de primaria y su propósito es enseñar conceptos básicos de geografía, aunque debido a su éxito se han hecho versiones sobre otras materias como historia y matemáticas.
El juego debe su nombre a una ladrona ficticia de guante blanco llamada Carmen Sandiego, líder de una organización criminal (V.I.L.E.) y experta en robar bienes históricos. El objetivo del jugador, que hace las veces de detective, es recabar pistas y llegar a los lugares correctos por los que han pasado Carmen y sus secuaces para arrestarles, teniendo en cuenta los datos aportados y un razonamiento lógico.

## Resumen
El videojuego es una aventura gráfica cuya antagonista es Carmen Sandiego, una ladrona de guante blanco que lidera la organización criminal V.I.L.E. Se trata de una mujer hispana, astuta e inteligente, que siempre va vestida con sombrero y un abrigo largo de color rojo. Más allá de esa descripción no hay un canon establecido sobre su origen. Está especializada en robos a gran escala de bienes históricos, cuenta con numerosos secuaces, y siempre se las arregla para escapar de la escena del crimen.
El jugador forma parte de una agencia de detectives (A.C.M.E.) que trabaja en colaboración con la Interpol, y cada episodio comienza con la descripción de un robo. Partiendo de la ciudad donde se ha producido, deberá recabar pistas y viajar a otros lugares para capturar al ladrón antes de una fecha límite.
Las pistas que aportan los testigos son datos históricos y geográficos, pero también rasgos físicos del presunto autor, que permiten dar con el ladrón con base en un razonamiento lógico. Por ejemplo: si los testigos afirman que el sospechoso ha cambiado su dinero a yenes, el jugador debe viajar a Japón y encontrar nuevos datos. Además, en el menú interactivo hay informes con datos y descripciones físicas de los colaboradores de V.I.L.E.
La detención solo es posible con una orden de arresto que se consigue metiendo todas las pistas en el menú; el sistema descarta automáticamente entre los sospechosos hasta dejar solo una opción. El videojuego original era distribuido con una copia del Almanaque Mundial, del cual se habían tomado todas las referencias, para que los jugadores pudieran consultarlo en caso de duda.

## Historia

### Creación de Carmen Sandiego
En 1983, el estudio de videojuegos Broderbund Software empezó a trabajar en una aventura conversacional para Apple II por iniciativa de tres programadores: Dane Bigham, Lauren Elliott y Gene Portwood. Su idea inicial era emular el concepto de Colossal Cave Adventure, pero el cofundador de la compañía, Gary Carlston, tuvo la idea de convertirlo en un videojuego educativo sobre geografía, orientado a estudiantes de primaria, donde los jugadores debían acertar las preguntas con datos sacados del Almanaque Mundial.
Como Bigham no quedó del todo convencido. Carlston contrató a un guionista para diseñar el trasfondo del videojuego: David Siefkin, profesor de la universidad de Berkeley y redactor por encargo en su tiempo libre. El autor del guion se inspiró en un viaje de mochilero que hizo por todo el mundo en 1973, y pensó que sería buena idea que los jugadores aprendieran datos geográficos a través del ensayo y error, además de aportarle un toque de humor. Del mismo modo, la desarrolladora no quiso venderlo como un videojuego educativo y prefirió llamarlo «aventura de exploración» para que los niños fuesen más receptivos.
La antagonista del videojuego sería Carmen Sandiego, líder de la organización criminal V.I.L.E. (Liga Internacional de Villanos del Mal). El jugador, miembro de la agencia de detectives A.C.M.E., debe visitar la ciudad donde se ha producido el robo, descubrir el paradero del ladrón a través de los datos del Almanaque Mundial, descartar sospechosos a través de pistas, y cotejarlo todo en el menú policial para obtener una orden de arresto.
Los directivos pidieron un nombre que evocara exotismo pero también fuese fácil de pronunciar en inglés, por lo que Siefkin decidió llamarla «Carmen Sandiego» inspirado en dos conceptos: la actriz Carmen Miranda y la ciudad californiana de San Diego.

### Broderbund (1985-1998)

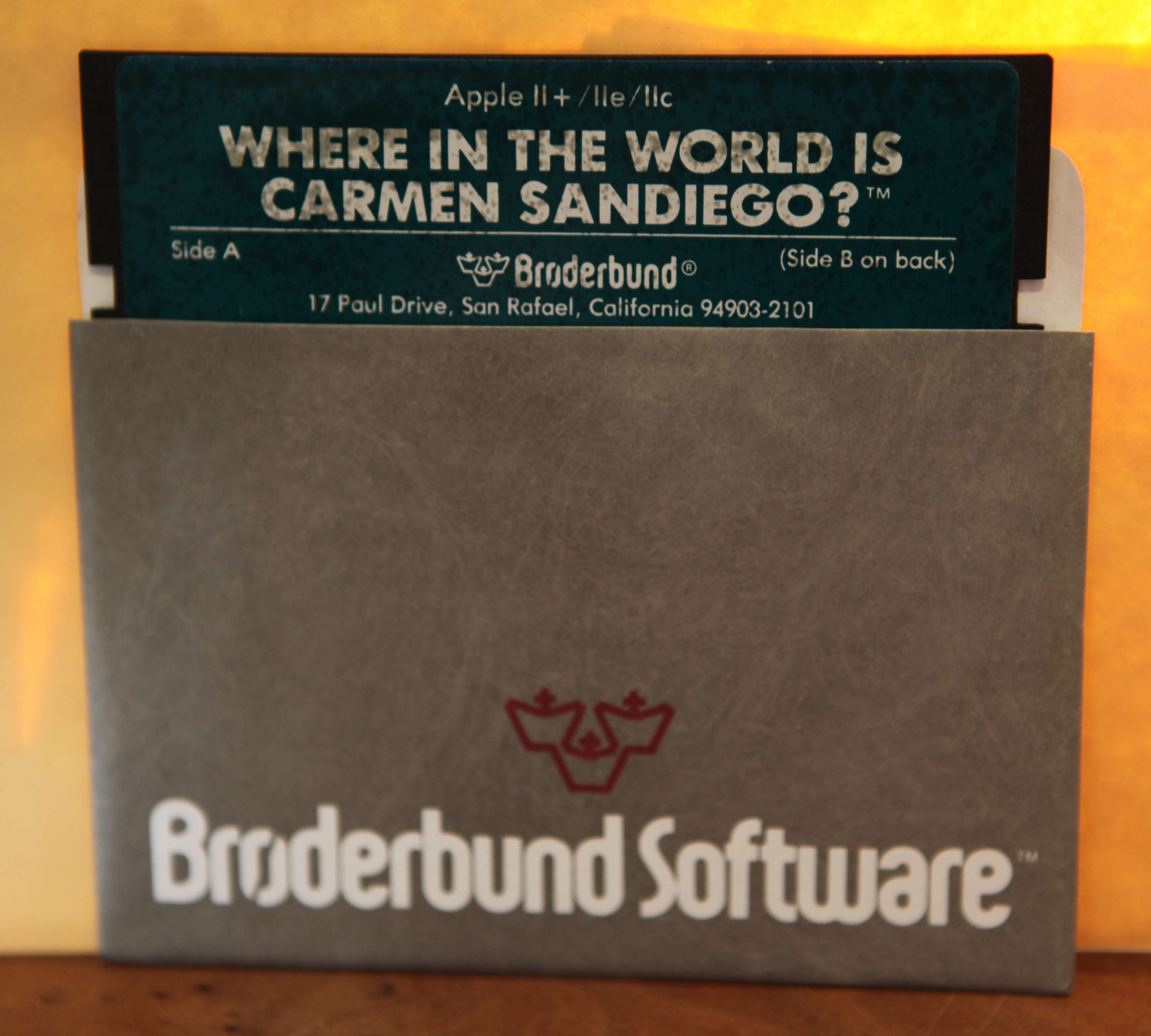
Disquete de la primera edición de Where in the World Is Carmen Sandiego?, editada en 1985.

Where in the World Is Carmen Sandiego? salió a la venta en 1985 para computadoras domésticas y se convirtió en uno de los primeros éxitos de entretenimiento educativo, sobre todo por las ventas en colegios estadounidenses. Siefkin solo trabajó en la primera entrega porque al año siguiente ingresó en el cuerpo diplomático del Departamento de Estado. Sin embargo, los programadores respetaron el concepto que había creado y le aportaron un atractivo estilo gráfico, con dibujos tanto de los personajes como de las localizaciones.
El juego tuvo tal repercusión que llegó a salir en quince plataformas, contó con varias actualizaciones e inspiró nuevas versiones ambientadas en países, épocas, y otras materias escolares. A comienzos de los años 1990, los ingresos por títulos de Carmen Sandiego suponían el 25% del total de Broderbund. La saga llegó a inspirar numerosos productos, entre ellos dos concursos de televisión y la serie de animación Where on Earth Is Carmen Sandiego?, realizada por el estudio DIC Entertainment.
En líneas generales, la saga ha recibido buenas críticas por aproximar conceptos históricos y geográficos a los estudiantes, algunos de ellos poco conocidos como los campos de concentración para japoneses en EE. UU.. El presidente Bill Clinton llegó a decir en 1996 que «cuando conocí a los líderes de San Marino en los Juegos Olímpicos, sabía de donde eran gracias a Carmen Sandiego».

### Situación actual
Broderbund fue adquirida en 1998 por The Learning Company, actualmente integrada en el grupo editorial educativo Houghton Mifflin Harcourt. Los nuevos propietarios consideraban que el concepto de Carmen Sandiego ya estaba agotado, pero terminaron sacando nuevos videojuegos para computadora y consola en la década de 2000.
Después de un tiempo sin publicarse nuevos productos, en 2017 se confirmó que Netflix había adquirido los derechos de la saga para hacer una nueva serie de animación, Carmen Sandiego, cuya primera temporada se estrenó el 18 de enero de 2019.

## Videojuegos
A finales de 2018 se habían publicado veinte videojuegos ambientados en el universo de Carmen Sandiego, en su mayoría aventuras gráficas. El primer título de la saga, Where in the World Is Carmen Sandiego?, salió a la venta en 1985 y contó con versiones en Apple II, MS-DOS, Commodore 64, Master System, Amstrad CPC y TRS-80. Sobre ese juego se hicieron tres actualizaciones (1989, 1991 y 1993) y una nueva versión con gráficos actualizados para Windows y MacOS (1996).
Debido a su éxito, Broderbund alargó la saga primero con versiones geográficas específicas, y más tarde con versiones sobre otras materias: historia (Where in Time Is Carmen Sandiego?, 1989), astronomía (Where in Space Is Carmen Sandiego?, 1994) y matemáticas (Carmen Sandiego Math Detective, 1998).
La desarrolladora llegó incluso a colaborar en proyectos educativos de carácter minoritario. En 1989 la comunidad educativa de Dakota del Norte impulsó Where in North Dakota Is Carmen Sandiego?, una versión ambientada en la geografía del estado, y cuyas 5000 copias fueron distribuidas exclusivamente a centros escolares. Se trata de la única versión dedicada a un estado de los Estados Unidos, y el hecho de que nunca saliera a la venta le convierte en una cotizada pieza de coleccionista.
Después de que Broderbund fuese absorbida por The Learning Company, se redujo drásticamente el número de lanzamientos. En 2004 se editó el primer título que abandonaba el concepto de aventura gráfica, Carmen Sandiego: The Secret of the Stolen Drums, con un cambio de fórmula a un plataformas en tres dimensiones. El último juego publicado, Carmen Sandiego Returns (2015), es el primero que ha contado con una versión para teléfonos inteligentes. En 2019 se publicó una versión para Google Earth basada en la serie de Netflix.

## Obras derivadas

### Concursos de televisión
La televisión pública estadounidense (PBS) emitió entre 1991 y 1995 un concurso infantil inspirado en la serie, Where in the World Is Carmen Sandiego?. Estuvo presentado por Lynne Thigpen como jefa de detectives y Greg Lee como el agente que interactuaba con los tres concursantes, todos ellos estudiantes de primaria. Más allá del componente educativo, las pistas de cada pregunta estaban precedidas por sketches cómicos en el plató. Todas las respuestas estaban verificadas por National Geographic; en ese sentido, fue una encuesta de esta revista la que inspiró el programa, pues desveló que uno de cada cuatro estadounidenses no había sido capaz de encontrar la Unión Soviética en un mapa. A lo largo de su trayectoria fue galardonado con el premio Peabody (1992) y varios premios Daytime Emmy. En 1996 esta versión fue reemplazada por una variante sobre historia, Where in Time Is Carmen Sandiego?, que permaneció en antena hasta 1997.
El concurso fue adaptado en varios países gracias a un acuerdo con Buena Vista International. La versión española, ¿Dónde se esconde Carmen Sandiego?, se estrenó el 13 de febrero de 1995 en La 2 (TVE) y era presentada por Luis Montalvo y Lola Muñoz.

### Series de animación

#### Where on Earth Is Carmen Sandiego?
En febrero de 1994 se emitió en FOX el primer episodio de Where on Earth Is Carmen Sandiego?, una serie de dibujos animados producida por DIC Entertainment. La serie está basada en la historia original: los protagonistas son Ivy y Zack, dos hermanos de San Francisco que trabajan en la agencia de detectives A.C.M.E. bajo las órdenes del Jefe (interpretado por Rodger Bumpass). Su objetivo es atrapar a la ladrona Carmen Sandiego (con voz de Rita Moreno), una antigua detective que traicionó a A.C.M.E. y pasó a liderar la organización criminal V.I.L.E. Al principio y al final de cada capítulo se ve como un niño de imagen real, conocido como «Jugador», interactúa con Carmen como si las situaciones vividas fuesen un videojuego de computadora.
A medida que avanza la serie, Carmen Sandiego se convierte en una suerte de antihéroe que, pese a continuar robando bienes históricos, ayuda en ocasiones a Ivy y Zack para detener a villanos peores que ella. El principal cambio respecto al concurso de televisión es que Broderbund debía aprobar todos los guiones; el grupo no se fiaba de la reputación de FOX Kids en programación infantil. En total se hicieron 40 episodios a lo largo de cuatro temporadas hasta 1998, con buenas críticas por la aplicación de referencias históricas, idiomas extranjeros y preguntas de cultura general entre escenas.

#### Carmen Sandiego(Netflix)
El 18 de enero de 2019, la plataforma Netflix estrenó a nivel mundial una nueva serie de animación sobre Carmen Sandiego, producida por DHX Media. Toda la serie fue escrita desde el punto de vista de la ladrona, lo que la diferencia de la mayoría de productos relacionados con la franquicia. Aquí Carmen Sandiego (interpretada por Gina Rodriguez) es un antihéroe que por motivos morales traiciona a la organización de criminales que le había criado. Ayudada por un hacker apodado «Jugador» (con voz de Finn Wolfhard) y por dos jóvenes llamados Ivy y Zack, se dedica a robar los botines de V.I.L.E. y devolvérselos a sus legítimos dueños, así como a frustrar los malvados planes de sus antiguos tutores. En total se hicieron 33 episodios repartidos en cuatro temporadas más un capítulo interactivo, Carmen Sandiego: To Steal or Not to Steal. Aunque hubo planes de estrenar una película de acción real, también protagonizada por Gina Rodriguez, el proyecto no ha salido adelante.